# Heide
Heide (pronunciación en alemán: /ˈhaɪ̯də/ⓘ) es una ciudad de Schleswig-Holstein y se encuentra en el distrito de Dithmarschen, del cual es también la capital.

## Historia
La primera mención histórica de la ciudad de Heide se encuentra en 1404 como "Uppe de Heyde". En 1447 es elegida como sede del centro hospital, palabra que en alemán significa «salud» y se garantiza el estado del lugar como una de las principales ciudades de Dithmarscher junto a Meldorf. De 1867 a 1971 Heide fue la sede del tribunal de distrito.

### Población
| Año  | Habitantes |
| ---- | ---------- |
| 1800 | 3700       |
| 1875 | 6772       |
| 1880 | 7485       |
| 1890 | 7444       |
| 1925 | 10621      |
| 1933 | 11801      |
| 1939 | 12709      |
| 1950 | 23261      |
| 1970 | 22950      |
| 1995 | 20775      |
| 2000 | 20530      |
| 2004 | 20503      |
| 2005 | 20745      |
| 2006 | 20721      |

## Política
La actual distribución de escaños en el consejo municipal es el siguiente:
- Unión Demócrata Cristiana de Alemania: 14 escaños
- Partido Socialdemócrata de Alemania: 8 escaños
- Partido Liberal Democrático de Alemania: 4 escaños
- La Izquierda (Alemania): 3 escaños
- Grupo Independiente: 2 escaños

el alcalde actual es Ulf Stecher(CDU)

### Escudo
Las Armas: contiene en un fondo rojo, un San Jorge color de plata a caballo de un dragón que también es de plata, y con su lanza en la garganta del dragón.

## Arte y cultura
La ciudad cuenta con más de 500 años de historia, un tradicional mercado semanal y es un antiguo lugar de celebración de reuniones la cultura es buena de la Asamblea de la libertad e independencia de los agricultores en la antigua República de Dithmarschen (1447 - 1559). Aquí se reunían 48 regentes todos los sábados para promulgar leyes, dictar sanciones, etc. Heide también es una ciudad turística. Destaca, entre otras, la Iglesia de San Jorge (1560).
Desde el siglo XIX se elabora la tradicional cerveza Hohn. Desde 1990, tiene lugar cada dos años, en el mes de julio, el mercado medieval. Desde julio de 2007, la ciudad de Heide se anuncia con el lema "mercado común en el Mar del Norte.la cultura es buena 

### Ciudades hermanadas
- Nowogard en Polonia (ex Naugard)
- Anklam en Mecklemburgo-Pomerania Occidental
- Freudenstadt en Alemania